# Багерия
Багерия (на италиански: Bagheria) e град в Италия. Населението му е 55 047 жители (декември 2017 г.), а площта 29,68 кв. км. Намира се на 76 m н.в. в часова зона UTC+1. Пощенският му код е 90011, а телефонния 091.